# Nonssombougou
Nonssombougou est une localité et une commune rurale malienne, chef-lieu d'arrondissement dans le cercle de Kolokani et la région de Koulikoro.

## Géographie
La localité de Nossombougou est située sur la route nationale RN 3 à 58 km au sud du chef-lieu de cercle Kolokani. 

## Villages
La commune s'étend sur 22 localités relevées lors du recensement général de 2009. 
Les villages les plus peuplés sont :
- Nossombougou (4 054 habitants) ;
- Kodian (1 825 habitants) ;
- Ouarala (1 789 habitants).